# Аскеров, Чингиз Искендер оглы
Чингиз Искендер оглы Аскеров (азерб. Əsgərov Çingiz İsgəndər oğlu; род. 1973, Баку) — судья Верховного суда Азербайджана (с 2020).

## Биография
Родился в 1973 году в г. Баку. В 1995 году окончил юридический факультет Бакинского государственного университета.
С сентября 1989 по август 1991 года являлся инспектором юридического бюро научно-производственного объединения «Nord».
С октября 1994 по август 1998 года — специалист, главный специалист отдела по работе с правоохранительными органами Аппарата президента Азербайджана. С августа 1998 по август 2000 года являлся референтом сектора по защите прав человека данного отдела. В период командировки работал в отделе по работе с неправительственными организациями Бюро прав человека и демократических институтов ОБСЕ.
С августа 2000 по сентябрь 2003 года являлся первым секретарём постоянного представительства Азербайджана при Совете Европы.
С декабря 2003 по май 2020 года являлся начальником сектора защиты прав человека отдела по работе с правоохранительными органами и по военным вопросам Администрации президента Азербайджана.
С декабря 2003 года является полномочным представителем Азербайджана при Европейском суде по правам человека.
Судья Верховного суда Азербайджана (с 5 мая 2020).
Заместитель председателя Верховного суда Азербайджана (с 6 мая 2020).
Член Судебно-правового совета Азербайджана (с 24 июня 2023).

## Награды
- Орден «За службу Отечеству» III степени (11 февраля 2023, за плодотворную деятельность в судебных органах)[4]